# 경남문화재연구원
경남문화재연구원은 문화유산의 보존, 보호, 조사, 연구, 관리, 보수 및 그에 관한 연구를 통하여 민족문화의 우수성을 선양하고 새로운 문화창조에 기여하기 위하여 2002년 12월 24일 설립된 문화체육관광부 소관의 재단법인이다. 사무실은 경상남도 창원시 의창구 무역로581번길 43, 4층, 5층 (팔용동, 동림빌딩)에 있다.

## 주요 사업
- 문화재 보존, 보호, 애호 운동
- 문화재 연구활동 및 자료 발간
- 문화재 지표조사 및 현황조사
- 문화재 발굴조사
- 문화재 보수, 복원, 수리
- 문화재 보존처리 및 수장 전시
- 문화재 조사 인력 양성 및 재교육
- 문화재 애호 사상고취를 위한 사회교육
- 기타 본 법인의 목적을 달성하기 위하여 필요한 사업